# Sidney MacEwen
Sidney MacEwen, né le 18 novembre 1979 à Charlottetown, est un homme politique canadien.
Depuis 2011, il est élu à l'Assemblée législative de l'Île-du-Prince-Édouard lors de l'élection provinciale. Il représente la circonscription de Morell-Mermaid puis celle de Morell-Donagh en tant qu'un membre du Parti progressiste-conservateur de l'Île-du-Prince-Édouard. Il est réélu lors de l'élection provinciale de 2019 et de 2023.